# Championnats du monde de cross-country 1994
Navigation
Édition précédente Édition suivante
Les 22e Championnats du monde de cross-country IAAF  se sont déroulés le 26 mars 1994 à Budapest en Hongrie.

## Parcours
Les distances parcourues sont 12,06 km pour la course senior masculine, 6,22 km pour la course senior féminine, 8,14 km pour la course junior masculine, et 4,3 km pour la course junior féminine.

## Résultats

### Cross long homme

#### Individuel
| Place              | Athlète             | Pays     | Temps |
| ------------------ | ------------------- | -------- | ----- |
| Médaille d'or      | William Sigei       | Kenya    | 34:29 |
| Médaille d'argent  | Simon Chemoiywo     | Kenya    | 34:30 |
| Médaille de bronze | Haile Gebrselassie  | Éthiopie | 34:32 |
| 4                  | Paul Tergat         | Kenya    | 34:36 |
| 5                  | Khalid Skah         | Maroc    | 34:59 |
| 6                  | James Songok        | Kenya    | 35:02 |
| 7                  | Addis Abebe         | Éthiopie | 35:11 |
| 8                  | Ayele Mezegebu      | Éthiopie | 35:14 |
| 9                  | Shem Kororia        | Kenya    | 35:15 |
| 10                 | Mathias Ntawulikura | Rwanda   | 35:19 |

#### Équipe
| Médaille | Athlètes | Points  |
| Or       | Kenya William Sigei (1e) Simon Chemoiywo (2e) Paul Tergat (4e) James Songok (6e) Shem Kororia (9e) Dominic Kirui (12e)           | 34 pts  |
| Argent   | Maroc Khalid Skah (5e) Salah Hissou (11e) Elarbi Khattabi (14e) Khalid Boulami (15e) Mohamed Issangar (16e) Brahim Lahlafi (22e) | 83 pts  |
| Bronze   | Éthiopie Haile Gebreselassie (3e) Addis Abebe (7e) Ayele Mezegebu (8e) Ibrahim Seid (35e) Tegenu Abebe (37e) Lemi Erpassa (43e)  | 133 pts |

### Course juniors hommes

#### Individuel
| Médaille | Athlète             | Temps       |
| Or       | Philip Mosima (KEN) | 24 min 15 s |
| Argent   | Daniel Komen (KEN)  | 24 min 17 s |
| Bronze   | Abreham Tsige (ETH) | 24 min 46 s |

#### Équipe
| Médaille | Athlètes | Points |
| Or       | Kenya    | 18 pts |
| Argent   | Éthiopie | 27 pts |
| Bronze   | Maroc    | 78 pts |

### Cross long femmes

#### Individuel
| Médaille | Athlète                   | Temps       |
| Or       | Hellen Chepngeno (KEN)    | 20 min 45 s |
| Argent   | Catherina McKiernan (IRL) | 20 min 52 s |
| Bronze   | Conceição Ferreira (POR)  | 20 min 52 s |

#### Équipes
| Médaille | Athlètes                                                                                      | Points |
| Or       | Portugal Conceição Ferreira (3e) Albertina Dias (5e) Fernanda Ribeiro (10e) Mónica Gama (37e) | 55 pts |
| Argent   | Éthiopie Merima Denboba (4e) Getenesh Urge (14e) Asha Gigi (19e) Berhane Adere (28e)          | 65 pts |
| Bronze   | Kenya Hellen Chepngeno (1e) Joyce Chepchumba (18e) Jane Omoro (25e) Helen Kimaiyo (31e)       | 75 pts |

### Cross Junior Femmes

#### Individuel
| Médaille | Athlète                   | Temps       |
| Or       | Sally Barsosio (KEN)      | 14 min 04 s |
| Argent   | Rose Cheruiyot (KEN)      | 14 min 05 s |
| Bronze   | Elizabeth Cheptanui (KEN) | 14 min 15 s |

#### Équipes
| Médaille | Athlètes | Points |
| Or       | Kenya    | 11 pts |
| Argent   | Éthiopie | 46 pts |
| Bronze   | Japon    | 60 pts |